# Lijst van kraakbeenvissen
Onderstaand is een lijst van kraakbeenvissen (klasse Chondrichthyes), waaronder alle haaien, roggen en draakvissen vallen.

## A
- Atlantische spookkathaai (Apristurus laurussonii)
- Australische scherpsnuithaai (Rhizoprionodon taylori)
- Australische zee-engel (Squatina australis)

## B
- Bahamazaaghaai (Pristiophorus schroederi)
- Blainvilles doornhaai (Squalus blainville)
- Bleke kathaai (Apristurus sibogae)
- Borneokathaai (Apristurus platyrhynchus)
- Braamhaai (Echinorhinus brucus)
- Braziliaanse scherpsnuithaai (Rhizoprionodon lalandii)
- Breedbandlantaarnhaai (Etmopterus gracilispinis)
- Breedkieuwkathaai (Apristurus riveri)
- Breedsnuitkathaai (Apristurus investigatoris)
- Breedvinhaai (Lamiopsis temminckii)
- Bruine kathaai (Apristurus brunneus)

## C
- Californische stierkophaai (Heterodontus francisci)
- Caribische lantaarnhaai (Etmopterus hillianus)
- Caribische ruwhaai (Oxynotus caribbaeus)
- Caribische scherpsnuithaai (Rhizoprionodon porosus)
- Centrophorus uyato
- Citroenhaai (Negaprion brevirostris)
- Cooks braamhaai (Echinorhinus cookei)
- Cubaanse doornhaai (Squalus cubensis)

## D
- Diepwaterkathaai (Apristurus profundorum)
- Dolkneushaai (Isogomphodon oxyrhynchus)
- Doornhaai (Squalus acanthias)
- Duivelslantaarnhaai (Etmopterus lucifer)
- Dwerghaai (Euprotomicrus bispinatus)

## F
- Fluweelijshaai (Scymnodon squamulosus)
- Franjebakerhaai (Orectolobus dasypogon)

## G
- Galapagosstierkophaai (Heterodontus quoyi)
- Gekamde stierkophaai (Heterodontus galeatus)
- Gekorrelde lantaarnhaai (Centroscyllium granulatum)
- Gerimpelde lantaarnhaai (Etmopterus bullisi)
- Geschulpte hamerhaai (Sphyrna lewini)
- Gestekelde zee-engel (Squatina aculeata)
- Gestreepte stierkophaai (Heterodontus zebra)
- Gevlekte bakerhaai (Orectolobus maculatus)
- Gevlekte zee-engel (Squatina oculata)
- Gladde hamerhaai (Sphyrna zygaena)
- Grauwe kathaai (Apristurus canutus)
- Grijze scherpsnuithaai (Rhizoprionodon oligolinx)
- Groene lantaarnhaai (Etmopterus virens)
- Groenlandse haai (Somniosus microcephalus)
- Grootoogzandtijgerhaai (Odontaspis noronhai)
- Grootoogzeskieuwshaai (Hexanchus nakamurai)
- Grootsnuitkathaai (Apristurus nasutus)
- Grote blauwe haai (Prionace glauca)
- Grote hamerhaai (Sphyrna mokarran)

## H
- Haaktandlantaarnhaai (Aculeola nigra)
- Hamerkophamerhaai (Sphyrna corona)
- Haringhaai (Lamna nasus)
- Hondshaai (Scyliorhinus canicula)

## I
- IJslandse kathaai zie: Atlantische spookkathaai (Apristurus laurussonii)
- Indiase zandtijgerhaai (Carcharias tricuspidatus)

## J
- Japanse bakerhaai (Orectolobus japonicus)
- Japanse doornhaai (Squalus japonicus)
- Japanse kathaai (Apristurus japonicus)
- Japanse kortsnuitdoornhaai (Squalus megalops)
- Japanse stierkophaai (Heterodontus japonicus)
- Japanse zaaghaai (Pristiophorus japonicus)
- Japanse zee-engel (Squatina japonica)

## K
- Kamtandlantaarnhaai (Etmopterus decacuspidatus)
- Kaphamerhaai (Sphyrna tiburo)
- Kleinbuikkathaai (Apristurus indicus)
- Kleinoogkathaai (Apristurus microps)
- Kleintandzandtijgerhaai (Odontaspis ferox)
- Kleinvinkathaai (Apristurus parvipinnis)
- Kleinvinzwelghaai (Centrophorus moluccensis)
- Koboldhaai (Mitsukurina owstoni)
- Koekjessnijder (Isistius brasiliensis)
- Kortsnuitijshaai (Centroscymnus cryptacanthus)
- Kortsnuitzaaghaai (Pristiophorus nudipinnis)
- Kortstaartlantaarnhaai (Etmopterus brachyurus)
- Kortstekeldoornhaai (Squalus mitsukurii)
- Krultandlantaarnhaai (Centroscyllium nigrum)

## L
- Langkopkathaai (Apristurus longicephalus)
- Langsnuitdwerghaai (Heteroscymnoides marleyi)
- Langsnuitijshaai (Centroscymnus crepidater)
- Langsnuitkathaai (Apristurus kampae)
- Langsnuitsnavelhaai (Deania quadrispinosum)
- Langsnuitzaaghaai (Pristiophorus cirratus)
- Langsnuitzwelghaai (Centrophorus harrissoni)
- Langstekelijshaai (Centroscymnus macracanthus)
- Langtandkoekjessnijder (Isistius plutodus)
- Langvinkathaai (Apristurus herklotsi)
- Langvinmakreelhaai (Isurus paucus)
- Lemargo (Somniosus rostratus)

## M
- Mandarijndoornhaai (Cirrhigaleus barbifer)
- Melkhaai (Rhizoprionodon acutus)
- Mestandijshaai (Scymnodon ringens)
- Mexicaanse stierkophaai (Heterodontus mexicanus)
- Mozaïekzwelghaai (Centrophorus tessellatus)

## N
- Naakte lantaarnhaai (Centroscyllium kamoharai)
- Naaldzwelghaai (Centrophorus acus)
- Nevelzee-engel (Squatina nebulosa)
- Noordelijke bakerhaai (Orectolobus wardi)

## O
- Oogvlekzee-engel (Squatina tergocellatoides)

## P
- Pacifische scherpsnuithaai (Rhizoprionodon longurio)
- Pacifische zee-engel (Squatina californica)
- Panamaspookkathaai (Apristurus stenseni)
- Pijlpuntsnavelhaai (Deania profundorum)
- Platkopkathaai (Apristurus macrorhynchus)
- Port jackson stierkophaai (Heterodontus portusjacksoni)
- Portugese ijshaai (Centroscymnus coelolepis)
- Portugese zwelghaai (Centrophorus lusitanicus)

## R
- Rancurels doornhaai (Squalus rancureli)
- Reuzenhaai (Cetorhinus maximus)
- Ruwe doornhaai (Cirrhigaleus asper)
- Ruwe ijshaai (Centroscymnus owstoni)
- Ruwe langsnuitsnavelhaai (Deania hystricosa)
- Ruwe zwelghaai (Centrophorus granulosus) roggen

## S
- Saldanhakathaai (Apristurus saldanha)
- Schepkophamerhaai (Sphyrna media)
- Schoenlappersbakerhaai (Sutorectus tentaculatus)
- Schubzwelghaai (Centrophorus squamosus)
- Scymnodon obscurus (Scymnodalatias sherwoodi)
- Sherwoods ijshaai (Orectolobus ornatus)
- Sierlijke bakerhaai (Centroscyllium ornatum)
- Sierlijke lantaarnhaai (Centroscyllium ornatum)
- Sierlijke zee-engel (Squatina tergocellata)
- Sikkelvincitroenhaai (Negaprion acutidens)
- Speertandhaai (Glyphis glyphis)
- Sphyrna couardi
- Sphyrna tudes
- Spitssnuitsnavelhaai (Deania calcea)
- Spitssnuitzevenkieuwshaai (Heptranchias perlo)
- Spleetooghaai (Loxodon macrorhinus)
- Sponshoofdkathaai (Apristurus spongiceps)
- Spookkathaai (Apristurus manis)
- Steeksnuithaai (Scoliodon laticaudus)
- Stekeldwerghaai (Squaliolus laticaudus)
- Stekelruwhaai (Oxynotus bruniensis)
- Stompsnuitzeskieuwshaai (Hexanchus griseus)
- Strijkijzerruwhaai (Oxynotus centrina)

## T
- Taiwanese zee-engel (Squatina formosa)
- Taiwanzwelghaai (Centrophorus niaukang)
- Tijgerhaai (Galeocerdo cuvier)
- Tokkelijshaai (Centroscymnus plunketi)

## V
- Valse doornhaai (Dalatias licha)
- Verpleegsterhaai (Ginglymostoma cirratum)
- Vleugelkophamerhaai (Eusphyra blochii)

## W
- Witgestippelde stierkophaai (Heterodontus ramalheira)
- Witneushaai (Nasolamia velox)
- Witpunthaai (Carcharhinus longimanus)
- Witpuntrifhaai (Triaenodon obesus)
- Witte haai (Carcharodon carcharias)
- Witvinlantaarnhaai (Centroscyllium ritteri)

## Z
- Zalmhaai (Lamna ditropis)
- Zandduivel (Squatina dumeril)
- Zandtijgerhaai (Carcharias taurus)
- Zee-engel (Squatina squatina)
- Zeilvinruwhaai (Oxynotus paradoxus)
- Zeskieuwszaaghaai (Pliotrema warreni)
- Zuid-Chinese kathaai (Apristurus sinensis)
- Zuidelijke lantaarnhaai (Etmopterus granulosus)
- Zwarte lantaarnhaai (Centroscyllium fabricii)
- Zwartstaartdoornhaai (Squalus melanurus)

### Uitgestorven
- Carcharocles
- Hybodus
- Megalodon
- Reuzenbekhaai (Megachasma pelagios)